# Ryogo Yamasaki
Ryogo Yamasaki (山﨑 凌吾 Yamasaki Ryogo?), född 20 september 1992 i Okayama prefektur, är en japansk fotbollsspelare som spelar för Nagoya Grampus.

## Karriär
Yamasaki började sin karriär 2014 i Sagan Tosu. 2016 flyttade han till Tokushima Vortis. Han spelade 92 ligamatcher för klubben. 2018 flyttade han till Shonan Bellmare. Med Shonan Bellmare vann han japanska ligacupen 2018.
I januari 2020 värvades Yamasaki av Nagoya Grampus.